# TPC Beh 4/8 (91-93)
De Beh 4/8 is een elektrisch treinstel voor het regionaal personenvervoer van de Chemin de fer Bex-Villars-Bretaye (BVB), sinds 1999 onderdeel van Transports Publics du Chablais (TPC).

## Geschiedenis
Het treinstel werd aan het eind van de 20ste eeuw ontwikkeld en gebouwd door een consortium van Bombardier Transportation en Stadler Rail voor de Transports Publics du Chablais (TPC).

## Constructie en techniek
De rijtuigen zijn opgebouwd uit een aluminium frame. De overgang tussen de rijtuigen is alleen bestemd voor het personeel. De draaistellen zijn lucht geveerd. Deze treinen zijn voorzien van GF-koppelingen.

## Treindiensten
De treinen worden door de Transports Publics du Chablais (TPC) ingezet op het traject:
- Bex - Villars-sur-Ollon